# Стереографічна проєкція

.

Стереографічна проєкція — рівнокутна (конформна) проєкція. Застосовується в картографії. Стереографічну проєкцію одержують проектуванням сфери на площину променями з точки «зору», яка знаходиться на сфері на перпендикулярі, який проходить через центр сфери. Стереографічна проєкція використовується для відображення сферичної панорами.

## Опис
Стереографічні проєкції — особливий випадок центрального або перспективного проєктування півсфери на площину, коли картинна площина перетинає центр сфери, а точка зору лежить на поверхні сфери. Сутність стереографічної проєкції — задані в просторі напрямки і площини паралельно самим собі переносяться в одну точку, біля якої описується сфера радіуса R. Зазначені напрямки і площини з поверхнею сфери дають перетинання у вигляді точок і сферичних ліній. Спроєктовані певним чином на площину проєкції, вони дозволяють надійно знаходити шукані кутові величини. Стереографічною проєкцією площини К є горизонтальна або вертикальна площина, що проходить через центр сфери, а центр проєктування розташовується в точці надира сфери (при горизонтальному положенні площини проєкцій) або центр проєктування лежить на лінії екватора сфери, якщо площиною проєкцій служить меридіональна площина, що відстоїть від центра проєктування на 90°. На рис. зображені: горизонтальна площина проєкції К, сфера радіуса R у точці надира якої розташований центр проєктування z’, похила площина CEBD і напрямок ВО, що лежить у ній (напрямок лінії падіння шару) з кутом падіння δ.

## Історія

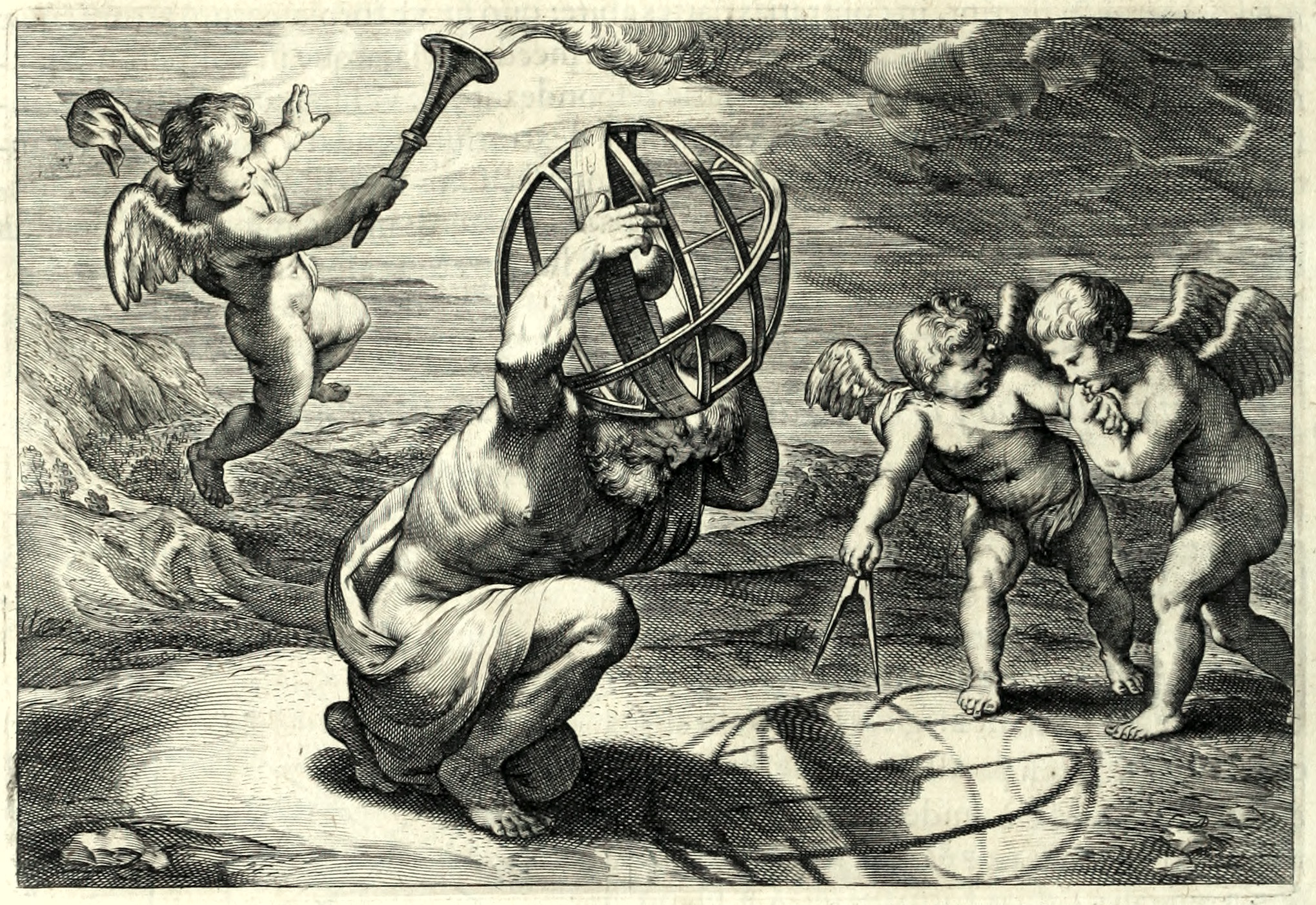
Ілюстрація Рубенса для праці «Opticorum libri sex philosophis juxta ac mathematicis utiles», автор якої — Франциск де Агуілон. Демонструє як виглядає проєкція кулі на площину.

Стереографічна проєкція була відома ще Гіппарху, Птолемею й імовірно ще раніше була відома Єгиптянам. Спочатку вона була відома як планісферна проєкція. Праця Птолемея Планісфера є найдавнішим документом, який зберігся, що описує її. Одним з її найважливіших застосувань було відображення карт зоряного неба. Термін Планісфера досі вживається як назва таких карт.
Вважається, що найстаріша з існуючих світових карт, яка була створена Гуалтером Лудом (Gualterious Lud) із Сен-Дьє (Лотарингія) 1507 року, була заснована на стереографічній проєкції, яка проєктувала кожну півкулю на поверхню круглого диску. Стереографічна проєкція на площину, яка проходить через екватор, часто застосовувалась для побудови карт східної й західної півкулі в 17-му й 18-му століттях.
Франциск де Агуілон дав стереографічній проєкції її теперішню назву у своїй праці 1613 року Opticorum libri sex philosophis juxta ac mathematicis utiles (Шість книг оптики, корисних для філософів і математиків).
1695 року Едмонд Галлей опублікував перший математичний доказ, що таке відображення є конформним. Він застосував методи обчислення, створені перед тим Ісааком Ньютоном.